# نیایش (ترانه)
«نیایش» تک‌آهنگی از خوانندهٔ آمریکایی کشا برای سومین آلبوم استودیویی‌اش، رنگین‌کمان است که در ژوئیه ۲۰۱۷ منتشر شد. رایان لوئیس، بن ابراهام و اندرو جاسلین از دیگر ترانه‌نویسان این اثر هستند.